# Municipio de Corinth (Kansas)
El municipio de Corinth (en inglés: Corinth Township) es un municipio ubicado en el condado de Osborne en el estado estadounidense de Kansas. En el año 2010 tenía una población de 52 habitantes y una densidad poblacional de 0,57 personas por km².

## Geografía
El municipio de Corinth se encuentra ubicado en las coordenadas 39°25′48″N 98°32′16″O / 39.43000, -98.53778. Según la Oficina del Censo de los Estados Unidos, el municipio tiene una superficie total de 91.97 km², de la cual 91,81 km² corresponden a tierra firme y (0,18 %) 0,16 km² es agua.

## Demografía
Según el censo de 2010, había 52 personas residiendo en el municipio de Corinth. La densidad de población era de 0,57 hab./km². De los 52 habitantes, el municipio de Corinth estaba compuesto por el 100 % blancos. Del total de la población el 3,85 % eran hispanos o latinos de cualquier raza.